# Ягудин, Рушан Якубович
Рушан Якубович Ягудин (родился 29 марта 1987 в Пензе) — российский регбист, вингер.

## Биография
Начал заниматься регби в родном городе. Дебютировал за «РК Пенза» в 2005 году. Сначала рассматривался на позицию полузащитника схватки, однако благодаря высокой скорости переведен в веер на позицию крайнего трехчетвертного (вингера).
В 2010 году решил сменить команду и перешел в «Красный Яр». Однако из-за действующего контракта с предыдущим клубом не мог выступать за «яровцев» целый год. Паузу в карьере заполнил тем, что дважды ездил на стажировку в Новую Зеландию.
Сдал положительную пробу перед этапом Мировой серии по регби-7 в Гонконге в марте 2012 года. За что получил двухлетнюю дисквалификацию. В 2014 году снова вернулся на поле. В сезоне 2015 года стал чемпионом России и обладателем Кубка.
В 2018 году перешел в стан команды «Локомотив-Пенза». В составе клуба стал чемпионом России по регби-15 в 2023 году. В 2024 году покинул клуб.

### Карьера в сборной
Дебютировал в сборной в 2011 году в матче против Италии А, где отметился попыткой. В составе сборной стал двукратным обладателем Кубка Наций (турнир сборных в Гонконге).

## Достижения
- Чемпионат России:
  -  Чемпион России: 2015, 2022-23
  -  Серебряный призёр чемпионата России: 2016, 2017, 2020, 2021-22,
- Кубок России:
  -  Обладатель Кубка России: 2015